# Kali ferrocyanide
Kali ferrocyanide, hay kali hexacyanoferrat(II) là một hợp chất vô cơ với công thức hóa học K4Fe(CN)6. Trihydrat cũng được biết đến. Nó là một muối kali của phức Fe(CN)64−. Muối này tạo ra các tinh thể đơn nghiêng màu vàng chanh.

## Tổng hợp

### Sản xuất hiện đại
Kali ferrocyanide được sản xuất công nghiệp từ axit xianhydric, sắt(II) chloride, và calci hydroxide, để tạo thành Ca2Fe(CN)6·11H2O.  Dung dịch này sẽ được cho phản ứng với muối kali để tạo thành muối hỗn hợp calci-kali CaK2Fe(CN)6, và sau đó cho phản ứng với kali cacbonat để tạo sản phẩm cuối cùng.

### Sản xuất tiền hiện đại
Trước đó, muối này được tạo ra từ các nguồn cacbon hữu cơ có chứa nitơ, sắt vụn, và kali cacbonat. Các nguồn nitơ và cacbon là sừng bị rạn nứt, phế liệu da, nội tạng, hoặc máu khô.

## Ứng dụng
Kali ferrocyanide có nhiều ứng dụng đặc thù trong công nghiệp. Nó và muối natri tương ứng được sử dụng rộng rãi như các chất chống ăn mòn cho muối đường và muối ăn. Kali và natri ferrocyanide cũng được sử dụng trong việc tinh chế thiếc và tách đồng từ quặng molybden. Kali ferrocyanide được sử dụng trong sản xuất rượu vang và axit citric.